# شهرستان چونهوا
شهرستان چونهوا (به لاتین: Chunhua County) یک منطقهٔ مسکونی در چین است که در شیان‌یانگ واقع شده‌است. شهرستان چونهوا ۹۶۵ کیلومتر مربع مساحت و ۱۹۳٬۳۷۷ نفر جمعیت دارد.